# Командный чемпионат СССР по спидвею 1983

## Высшая Лига

### Финал
22-23 октября г. Ровно
| М | Команда                    |                                                                                            |               | Матч | Очки |
| - | -------------------------- | ------------------------------------------------------------------------------------------ | ------------- | ---- | ---- |
| 1 | «Башкирия», г. Уфа         | Николай Корнев Михаил Старостин Риф Саитгареев Олег Юдахин Федор Захаров                   | 21 19 17 3 1  | 2    | 61   |
| 2 | «Нефтяник», г. Октябрьский | Флюр Калимуллин Игорь Зверев Зайтун Гафуров Айрат Файзуллин Юрий Ушанов                    | 13 12 11 10 4 | 2    | 50   |
| 3 | «Баррикада», г. Ленинград  | Владимир Смирнов Владимир Гордеев Николай Симонов Владимир Воронков                        | 13 12 11 9    | 2    | 45   |
| 4 | «Сибирь», г. Новосибирск   | Анатолий Максимов Петр Беляев Сергей Дюжев Александр Басманов Вадим Петрищев Илья Рыбников | 16 12 4 3 1 0 | 2    | 36   |

### Западная Зона
| М | Команда                     | Матч | Очки |
| - | --------------------------- | ---- | ---- |
| 1 | «Башкирия», г. Уфа          | 10   | 16   |
| 2 | «Баррикада», г. Ленинград   | 10   | 16   |
| 3 | «Локомотив», г. Даугавпилс  | 10   | 12   |
| 4 | «Турбина», г. Балаково      | 10   | 10   |
| 5 | «Строитель», г. Червоноград | 10   | 4    |
| 6 | «Тайфун», г. Элиста         | 10   | 2    |

Строитель Червоноград отказался от выездной встречи с командой Башкирия Уфа и от домашней встречи с командой Локомотив Даугавпилс

### Восточная Зона
| М | Команда                    | Матч | Очки |
| - | -------------------------- | ---- | ---- |
| 1 | «Сибирь», г. Новосибирск   | 10   | 16   |
| 2 | «Нефтяник», г. Октябрьский | 10   | 14   |
| 3 | «Восток», г. Владивосток   | 10   | 13   |
| 4 | «Жигули», г. Тольятти      | 10   | 12   |
| 5 | «Кузбасс», г. Кемерово     | 10   | 3    |
| 6 | «Урал», г. Стерлитамак     | 10   | 2    |

## Первая лига

### Финал
| М | Команда                  | Матч | Очки |
| - | ------------------------ | ---- | ---- |
| 1 | «Труд», г. Мелеуз        | 2    | 4    |
| 2 | «Цементник», г. Черкесск | 2    | 2    |
| 3 | «Донбасс», г. Донецк     | 2    | 0    |

### 1 зона
| М | Команда                 | Матч | Очки |
| - | ----------------------- | ---- | ---- |
| 1 | «Донбасс», г. Донецк    | 6    | 12   |
| 2 | «Целиниекс», г. Рига    | 6    | 6    |
| 3 | «Восход», г. Вознесенск | 6    | 2    |
| 4 | «Сигнал», г. Ровно      | 6    | 0    |

### 2 зона
| М | Команда                  | Матч | Очки |
| - | ------------------------ | ---- | ---- |
| 1 | «Цементник», г. Черкесск | 8    | 10   |
| 2 | «Хазри», г. Баку         | 8    | 10   |
| 3 | «Масис», г. Ереван       | 8    | 4    |
| 4 | «Патриот», г. Шахты      | 8    | 4    |
| 5 | «Арциви», г. Тбилиси     | 8    | 2    |

### 3 зона
| М | Команда                  | Матч | Очки |
| - | ------------------------ | ---- | ---- |
| 1 | «Труд», г. Мелеуз        | 8    | 16   |
| 2 | «Луч», г. Фергана        | 8    | 8    |
| 3 | «Вымпел», г. Владивосток | 8    | 8    |
| 4 | «Салават», г. Салават    | 8    | 6    |
| 5 | «Монтажник», г. Тюмень   | 8    | 2    |
|   | «Алтай», г. Барнаул      |      | ИСК  |

## Медалисты
| «Башкирия», г. Уфа         | Н.Корнев, М.Старостин, Р.Саитгареев, О.Юдахин, Ф.Захаров, П.Яковченко,И.Елеусизов, О.Рахимов, А.Халявин, Н.Евдокимов, Е.Токунов |
| «Нефтяник», г. Октябрьский | Фл. Калимуллин, И.Зверев, З.Гафуров, А. Файзуллин, Ю.Ушанов, Вит. Матвеев, С.Царев, В.Гавриков, Ю.Калов, Р.Марданшин            |
| «Баррикада», г. Ленинград  | Вл. Смирнов, Вл. Гордеев, Н.Симонов, Вл. Воронков, И.Дубовский, И.Нагар. Ю.Попцов, А.Варичев, Г.Иванов                          |